# 菱刈隆永
菱刈 隆永（ひしかり たかなが、1922年8月6日 - 2022年8月18日）は、日本の教育者。東京都立八王子東高等学校第2代校長。東京都出身。父は菱刈隆。専門分野は日本史。

## 人物
1940年4月に東京府立第一中学校を卒業し、1941年4月に旧制第一高等学校に入学。大東亜戦争（太平洋戦争）の影響で一高を1943年9月に卒業。同年10月に東京帝国大学文学部国史学科に進む。この時の同級生に色川大吉、土田直鎮、虎尾俊哉、尾藤正英、高橋昌郎らがいる。学徒出陣の最中であったが、肺浸潤のため兵役を免れる。大学に残ったものの、終戦までの2年間は農村や軍需工場に向かわせられることが多かった。東京大学文書館には彼によるこの記録『第一軍需工廠配属　東京帝国大学文学勤労報国隊報告書』が残されている。
1年の留年を経て1947年に東大を卒業後、家族の疎開先である群馬県に移り住み、群馬県立高崎中学校（現：群馬県立高崎高等学校）に教員として就職。1949年、在職中に石坂富司と共に『世界歴史年表』を出版。1950年に上京し、東京都立駒場高等学校に26年間勤める。その後1976年に都立千歳高校教頭に就き、1980年に旧知の仲であった石坂の後任として東京都立八王子東高等学校長となった。
教員を退職した後も、国立歴史民俗博物館にて同振興会の普及部長を務め、同博物館友の会を立ち上げるなどの活動をしている。2022年8月18日に死去。

## 著書
- 『世界歴史年表』1949年
- 『日本史史料』（共著）1969年、吉川弘文館
- 『古代国家と女性』1972年、評論社
- 『日本史マニュアル (整理と演習)』1986年、山川出版社